# Parzival
Parzival je středověká epická báseň z pera německého spisovatele Wolframa von Eschenbacha. Je napsaná ve střední horní němčině. Usuzuje se, že vznikla na začátku 13. století. Námětem je artušovská legenda o hledání svatého grálu, pozornost je ale soustředěna na hrdinu jménem Parzival. Sám Wolfram tvrdil, že námětem mu byla starofrancouzská báseň jistého Kyota z Provence, který měl mít k dispozici jakési orientální zdroje (arabský rukopis od potomka krále Šalamouna), avšak většina badatelů dnes soudí, že uvedení těchto zdrojů je autorovou mystifikací (možná dokonce parodií dobově populárního odvolávání se na prastaré zdroje) a inspirací bylo především nedokončené dílo Chrétiena de Troyes nazvané Perceval, le Conte du Graal. Wolframův Parzival je rozdělen do šestnácti částí (knih). Báseň začíná rytířským dobrodružstvím Parzivalova otce, Gahmureta, popisem jeho manželství s Herzeloydou a narození Parzivala. Příběh pokračuje epizodou, v níž se Parzival setká se třemi rytíři, načež se rozhodne vydat ve stopách krále Artuše a pokračovat v hledání svatého grálu. Dlouhá část je věnována Parzivalovu příteli Gawanovi, jeho obraně před falešným obviněním z vraždy a získáním panny Orgelusy. Wolfram napsal ještě báseň Titurel věnující se jedné z postav původního Parzivala. Mezi nejvýraznější témata práce patří pokora, soucit a láska, která je motivem k činům u všech hlavních postav. Tato romantická linie, ne zcela obvyklá ve starších, více náboženských legendách, zajistila básni mimořádnou popularitu v německojazyčném kulturním okruhu a velký ohlas v éře romantismu, jehož nejvýraznějším projevem je opera Parsifal skladatele Richarda Wagnera z roku 1882. Velkým obdivovatelem básně Parzival byl Ludvík II. Bavorský, který výjevy z Parzivala, ať už malovanými či na gobelínech, nechal vyzdobit Zpěvácký sál na svém zámku Neuschwanstein. Právě Ludvík také přemluvil Wagnera, aby o hrdinovi básně napsal operu.

## Obsah

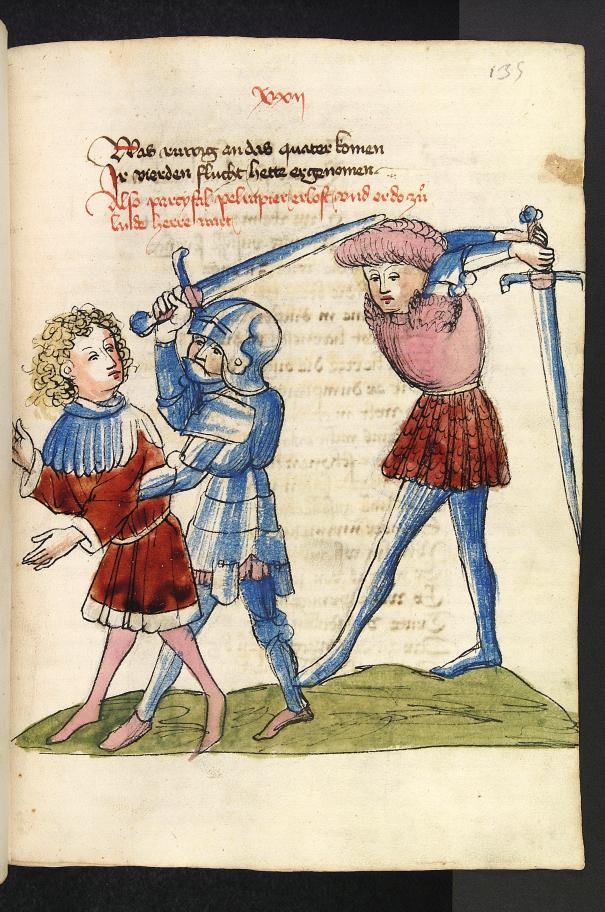
iluminace Diebolda Laubera z rukopisu Parzivala z 15. století

První kniha začíná smrtí krále Gandina, Parzivalova dědečka. Jeho nejstarší syn, Galoes, obdrží království. Gahmuret odjíždí získat slávu do světa. Přijede do afrického království Zazamance, jehož hlavní město obléhají dvě armády. Gahmuret městu nabídne své služby. Královna Belacane přijme. Gahmuret odrazí útočníky a s královnou Belacane se ožení. Stává se králem Zazamanu a Azagouce. Královské povinnosti však Gahmureta nudí a vrátí se do Evropy. Opustí svou ženu těhotnou. Belacane později porodí syna, Feirefize, jehož kůže je skvrnitá, černá i bílá.
Ve druhé knize se Gahmuret vrací do Evropy. Potkává královnu Herzeloydu a ožení se s ní. Touha po dobrodružství a rytířské slávě ho však znovu přiměje rodinu opustit. Odjede na Blízký východ, kde vstoupí do služeb jistého Barucha. Je však později zabit zrádným známým.
Třetí kniha vypráví o tom, jak těhotná Herzeloyde, zasažená smutkem po smrti manžela, odešla do lesů a přísahala, že ochrání syna, Parzivala, před svody rytířství za každou cenu. Odloučení v lesích má zajistit, aby se o rytířském způsobu života nikdy nedozvěděl. To však zhatí tři rytíři, které Parzival v lese potká. Ti mu vyprávějí příběh o králi Artušovi v Camelotu. Parzival se rozhodne do Camelotu odejít. Matka je tímto jeho rozhodnutím zděšena. Dovolí mu odejít, ale oblékne ho do šaškovských šatů (o nichž Parzival ovšem netuší, že jsou šaškovské), v naději, že se tím před ostatními rytíři zešměšní a odmítnou ho přijmout. Brzy po synově odchodu zemře, zcela opuštěná. Dále kniha popisuje osudy Parzivala na artušovském dvoře. Podaří se mu stát rytířem. Rytíř Gurnemanz ho učí povinnostem rytíře a sebeovládání. Gurnemanz mu také doporučuje, aby se vyvaroval zvědavosti.
Ve čtvrté knize se Parzival zamiluje do paní Condwiramurs, když poskytne svou pomoc jejímu městu, které je obléháno. Ožení se s ní, ale brzy poté se vrací domů. Opustí tak svou ženu jako jeho otec.
V páté knize jsou popisované záhadné zkušenosti na hradě Grálu. Král Anfortas mu tam předvádí různé magické předměty a divy, Parzival se ovšem nezeptá na jejich původ, aby tak dodržel radu svého učitele, že rytíř nemá být zvědavý a toužit prohlédnout tajemství. Druhý den ráno se Parzival probudí sám v úplně opuštěném zámku, což ho přivede k názoru, že se mu vše jen zdálo, respektive, že šlo o iluzi vyvolanou zlými duchy, či jakousi zkoušku. Poté se Parzival vrátí na Artušův dvůr.
V šesté knize se Parzival stane rytířem kulatého stolu krále Artuše. Během slavnostní večeře se objeví Cundrie, posel Grálu, který Parzivala proklíná ve jménu grálu a tvrdí, že Parzival ztratil svou čest. Parzival okamžitě opouští kulatý stůl, i když není schopen porozumět, čeho se měl dopustit.
Sedmou a osmou knihu autor věnoval alternativnímu příběhu Gawana, který se snaží očitit z obvinění z vraždy. Gawanovi je věnována též desátá až čtrnáctá kniha, kdy se snaží získat přízeň své vyvolené, Orgelusy.
V deváté knize se dozvídáme, že Parzival bojuje za dobro, ale trpí odcizením od Boha. Po téměř pětiletém putování a bojování získává nového koně, který se na Velký pátek promění v moudrého starce. Parzival zůstává s tímto svatým člověkem po čtrnáct dní a dozví se od něj o skrytém významu života a skutečném významu Grálu, který má být ve skutečnosti vyšším, duchovním světem. Také se dovídá, že jeho matka je sestrou Krále Grálu. Parzival se vydává na cestu k hledání duchovního světa.
V patnácté knize se mu však postaví do cesty rytíř, Feirefiz, s nímž je nucen se utkat. Je prvním protivníkem, který je zdatnější než on, a jímž je poražen. Druhý rytíř se však rozhodne, že Parzivala nezabije. Nakonec se vzájemně informují, že jsou syny stejného otce. Parzival pochopí, že celou dobu bojoval proti sobě samému. V tu chvíli se objeví Cundrie, posel Grálu, a hlásá, že Parzivalovo jméno se objevilo na Grálu a označilo ho za nového Krále Grálu.
Šestnáctá kniha popisuje cestu ke Grálu, na níž se Parzival mj. vrací ke své ženě. Feirefiz se stává jeho společníkem.

## Česká vydání
- Parsifal, román pro mládež,, Vyšehrad, Praha 1942, podle klasické předlohy Wolframa z Eschenbachu zpracoval Vladimír Donát.
- Parzival, Aula, Praha 2000, přeložil Jindřich Pokorný.